# Бокаке II (Кјети)
Бокаке II (итал. Bocache II) је насеље у Италији у округу Кјети, региону Абруцо.
Према процени из 2011. у насељу је живело 35 становника. Насеље се налази на надморској висини од 143 м.